# Angraecum costatum
Angraecum costatum är en orkidéart som beskrevs av Charles Frappier och Eugène Jacob de Cordemoy. Angraecum costatum ingår i släktet Angraecum och familjen orkidéer. Inga underarter finns listade i Catalogue of Life.